# Jean-François Pernette
Jean-François Pernette, né le 2 septembre 1954 à Oran (Algérie), est un spéléologue, explorateur, écrivain et photographe  français.

## Biographie
Dès l’âge de 13 ans il se passionne pour le monde souterrain et la spéléologie. Il débute en explorant les grottes du Bordelais puis les gouffres des Pyrénées.
En 1973,  à 19 ans, il s’illustre par la découverte d’une rivière souterraine inconnue sur le versant espagnol du massif de La Pierre Saint-Martin.
Jean-François Pernette dirige ensuite plusieurs expéditions spéléologiques lointaines, dont les premières expéditions nationales françaises en Papouasie-Nouvelle-Guinée (1980) et en Patagonie occidentale au Chili (2000).

## Principales découvertes et explorations
- 1971 à 1977 : Les gouffres et rivières souterraines des Caou-Cougues (- 420 m), Pozo Estella (−614 m), Pozo de Frontenac (−406 m)… (Sierra de Anelarra, Navarra, Espagne).
- 1978 : Le Chourum des fontaines (−379 m) dans le massif du Dévoluy (Hautes Alpes, France)
- 1979 : Il découvre l’entrée du gouffre «Illaminako Ateetako Leizea» (Sierra de Budoguia, Navarra, Espagne) .
- 1980 : Expédition  Papouasie-Nouvelle-Guinée : Les abîmes géants de Lusé, Kavakuna, Vuvu, Naré (Nouvelle-Bretagne) au cours de la première expédition nationale de la Fédération française de spéléologie.
- 1981 : Le gouffre « BU 56 » (découvert en 1979) est baptisé «Sima de las Puertas de Illamina » . L’exploration de la rivière souterraine permet d’atteindre la cote moins 1 338 mètres, profondeur ramenée à −1 276 mètres en 2018[1], sous l’entrée et devient le gouffre à entrée unique le plus profond connu dans le monde.
- 1993 : Expédition Nationale FFS "Grand plateau de Papouasie", plus vaste méga-doline connue (150 millions de m3)
- 1995 : Patagonie occidentale : première reconnaissance sur les îles karstiques de l'archipel Madre de Dios, dont les lapiez remarquables ont été baptisés depuis: les "glaciers de marbre" .
- 1997 :  Expédition Ultima Esperanza sur l'île Diego de Almagro en Patagonie occidentale.
- 2000 : Expédition Nationale FFS Ultima Patagonia sur l'île Madre de Dios en Patagonie occidentale
- 2001 : Mongolie : Le gouffre d’Orhot (Province d’Hövsgöl), −130 m, plus profond connu en Mongolie.

Jean-François Pernette participe également à diverses expéditions spéléologiques :Sibérie (1996), Lechuguilla cave, Nouveau-Mexique (2001), Bornéo  (2002), Chine (2003), Patagonie (2010, 2014, 2017, 2019), Népal (2013, 2018).
Hors spéléologie d’exploration :
- il participe à « Trente heures pour réussir », la première traversée filmée du gouffre de La Pierre Saint-Martin (1975).
- il fait également partie de l’équipe qui porte secours à Christian Brincourt (expédition TF1/Gendarmerie Nationale) dans le gouffre de La Pierre Saint-Martin (1976).

## Responsabilités
- Chef des expéditions  Anelarra et Budoguia  (La Pierre Saint-Martin) de 1973 à 1983.
- Président du Spéléo-Club de Frontenac, Président du Comité départemental de spéléologie de la Gironde
- Chef de la première expédition nationale de la FFS en Papouasie-Nouvelle-Guinée, sous le haut patronage de Monsieur Valéry Giscard d’Estaing, Président de la République (1980)
- Directeur de la commission des grandes expéditions spéléologiques françaises de la Fédération française de spéléologie
- Secrétaire général de l’Association pour la recherche spéléologique internationale à La Pierre Saint-Martin (ARSIP)
- Président fondateur avec Richard MAIRE de l’Association Centre Terre (1992)
- Chef de l’expédition nationale FFS "Grand Plateau de Papouasie" (1993) parrainée par Haroun Tazieff et Nelson Paillou.
- Chef de l’expédition « Ultima Esperanza » sur l’île Diego de Almagro (Patagonie, Chili, 1997)
- Chef de l’expédition nationale FFS « Ultima Patagonia » sur l’île Madre de Dios en Patagonie, Chili, sous le haut patronage de Monsieur Jacques Chirac, Président de la République (2000)

## Distinctions
- 1977 : Mention d’honneur au premier Prix Rolex à l’esprit d’entreprise pour son projet :“Exploration into the huge, newly found system of caves in the Pierre-Saint-Martin plateau”
- 1980: Lauréat de la Dotation  nationale de l’aventure
- 1982: Mention d’honneur au Prix Rolex à l’esprit d’entreprise pour son projet :« Ultimate  challenge in cave exploration : New Britain’s giant potholes »

- 1998 : Lauréat du Prix Rolex à l’esprit d’entreprise (Rolex awards for enterprise) pour son projet « Ultima Patagonia caving expedition »
- 1999 : Grantee de la National Geographic Society (Washington DC, États-Unis) pour le projet Ultima Patagonia 2000

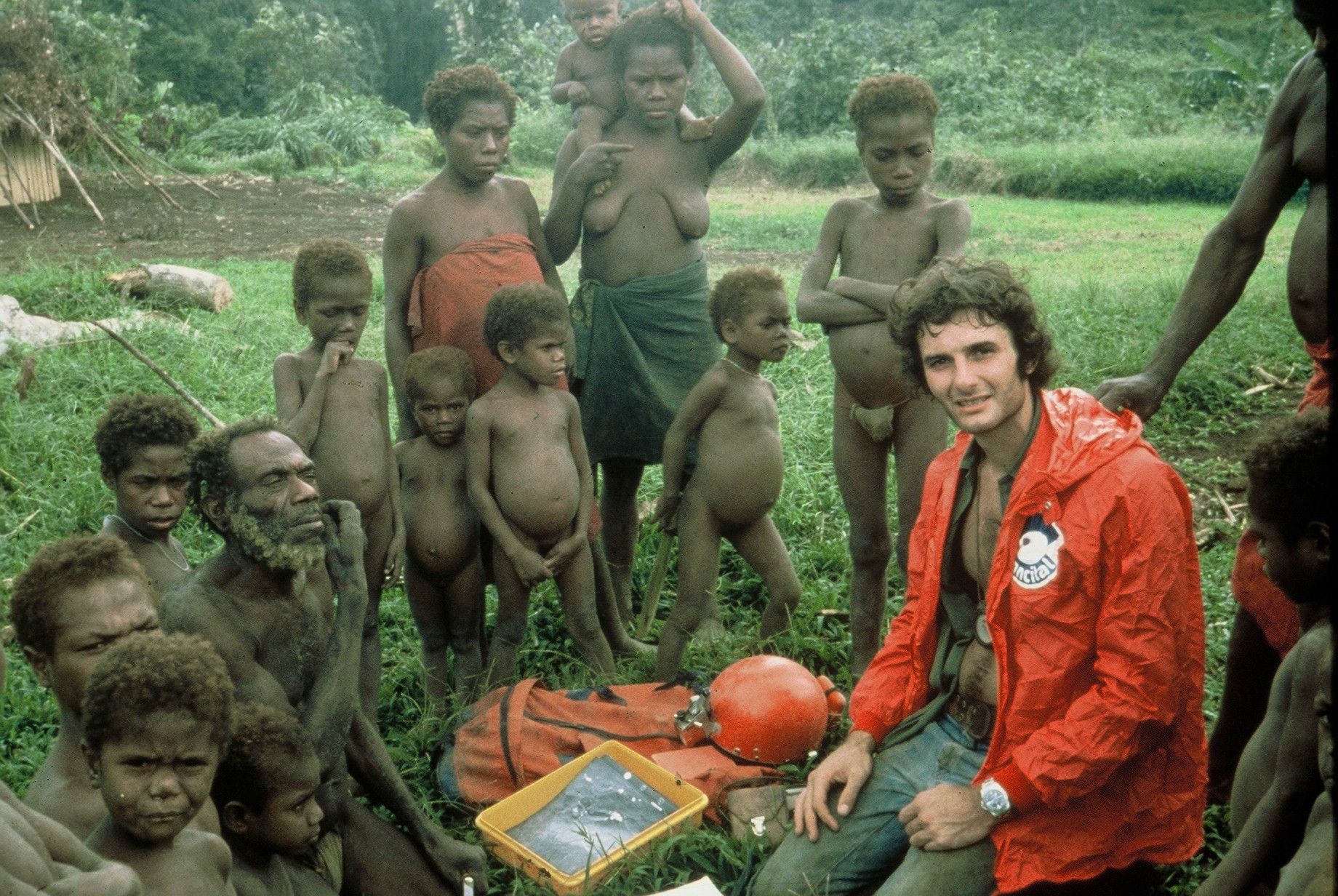
Jean-François PERNETTE Papouasie-Nouvelle-Guinée (en 1980)

- Membre du jury du festival du film de spéléologie de La Chapelle en Vercors (1989)
- Membre du jury du festival « Les Écrans de l’Aventure » (Guilde européenne du raid, Dijon 2000)
- Membre de la Société des explorateurs français
- Membre de The Explorers Club
- Président d’honneur de l’association Centre Terre

## Publications
- L’Abîme sous la jungle  Ed Aventures extraordinaires/J.Glénat 1981
- A la découverte des gouffres de La Pierre Saint-Martin Ed Marrimpouey 1982
- Rivières sous la pierre Préface d’Haroun Tazieff  Ed Fernand Nathan 1983
- Grottes et cavernes  Ed A2/Sélection du Reader’s digest 1984 (coll.)
- Spéléo Sportive à La Pierre Saint-Martin  Ed Edisud 1985 (coll.)
- Les canyons du Pays basque Ed Profils et Couleurs 1986 (coll.)
- The modern explorers Ed Thames and Hudson 2013 (coll)

Jean-François Pernette signe également de nombreux articles et photographies dans la presse magazine et spécialisée dont Spelunca, la revue de la Fédération française de spéléologie.
Participation à plusieurs films réalisés pendant diverses expéditions :'
- Films de Michel Luquet : « 30 heures pour réussir » (1975), « L’abîme sous la Jungle » (1980), « Orhot géode des steppes » (2001).
- Films de Luc-Henri Fage : « Le gouffre perdu de Papouasie » (1993), « Ultima Esperanza » (1997), « Ultima Patagonia » (2000).

### Communications
- The St Georges underground river  in Actes du 7e congrès UIS, Sheffield, England, 1977
- Techniques de progression en rivières souterraines à fort débit  in Actes du Congrès UIS, Bowling Green, États-Unis 1981
- Le Gouffre BU56  in Actes du 8e Congrès UIS, Bowling Green, États-Unis 1981
- L’expédition Ultima Esperanza en Patagonie chilienne : les karsts de l’extrême  in Actes du XIIe congrès UIS, La Chaux de Fonds, Suisse 1997 (coll)
- “The Centre Terre expeditions to Patagonian karsts islands: a historic overview” in Proceedings 15th International Congress of Speleology, Kerville, Texas, USA 2009

### Rapports d’expédition
- Spelunca Spécial Nouvelle-Guinée 60p français/anglais, Fédération française de spéléologie 1981
- Le gouffre perdu du Plateau Darai, 1994
- Ultima Esperanza 1997 60p, Centre Terre 1998
- Ultima Patagonia 2000 36p français/anglais/espagnol, Centre Terre 2001
- Ultima Patagonia 2010 25p français/espagnol, Centre Terre 2011
- Ultima Patagonia 2014 104p français/espagnol, Centre Terre 2015

### Articles choisis
- La Pierre Saint-Martin Plateau, National speleological society News, Vol 35, février 1977
- St Georges, ça commence, Bulletin de l’ARSIP no 11, 1977
- Le Chourum des fontaines, Spelunca 2e trimestre 1980
- Un amarrage efficace et propre : le coinceur, Spelunca 3e trimestre 1980
- De La Pierre Saint-Martin au Mont Wilhem, Revue Pyrénéenne, décembre 1980
- Dans les plus gros abîmes de la terre, Espaces, 1980
- L’abîme sous la jungle, La Montagne et Alpinisme no 3, 1980
- Le karst de la forêt pluvieuse des Monts Nakanaï, Bull. Ass. Geogr. Franç. no 472, 1980 (coll)
- Sur quatre Gouffres d’Anialarra, Bulletin de l’ARSIP no 12-15, 1980
- Budoguia : de la Table des trois rois au Rincon de Bellagua, Bull. ARSIP no 12-15, 1980
- Le gouffre BU56, Bull ARSIP no 12-15, 1980
- Naré, the untamed river, Caving International no 10, janvier 1981
- BU56 : Pathway to the St. Georges river ?, Caving international no 11, avril 1981
- Budoguia 81: la rivière souterraine Saint Georges, Revue Pyrénéenne, 1981
- Les dessous de la Nouvelle Bretagne, Vogue Homme Mars 1982
- À 400 m sous terre dans les flots en furie, La Vie Août 1982
- L’abîme sous la jungle, Grands Reportages no 26 Juillet-Août 1982
- Le BU56 ou Sima de Las Puertas de Illamina, Spelunca no 9, 1er trimestre 1983
- Le noir c’est l’espoir, L'Équipe Magazine, juin 1983
- La Pierre Saint-Martin : Deux lieues sous la terre, Randonnée Magazine 1983
- Ourdaybi un canyon sans prétention, La Montagne et alpinisme, janvier 1984
- Le gouffre perdu du plateau Daraï, Spéléo no 14, 4e trimestre 1993
- Patagonie : une étoile est née, Spéléo no 26, 2e trimestre 1997
- Le gouffre Puertas de Illamina (BU56), Spéléo no 26, 2e trimestre 1997
- Patagonie : le défi de l’île de marbre, Terre Sauvage no 133, novembre 1998
- The 1998 laureates, Rolex Awards Journal no 7, 1998
- Patagonie chilienne : les cavités les plus australes du monde, Spelunca no 73, 1er trimestre 1999
- Les glaciers de Marbre de Patagonie, Karstologiano 33,  1er semestre 1999
- Île Madre de Dios : Le grand sud, Spéléo no 34, mai 2000
- L’expédition Ultima Patagonia, Aventure no 89, juin 2000
- La Pierre Saint-Martin/Patagonie, Aventures karstiques, Pyrénées no 204, 4e trimestre 2000
- Ultima Patagonia, Spelunca no 87
- Journey to the end of the world, Rolex Awards Journal no 12, 2001
- Lechuguilla, Guadalupe mountains, Spelunca no 86, 2e trimestre 2002
- Orhot géode des steppes, Spéléo no 42, octobre 2002
- Patagonie Ultime, Grands Reportages no 255, avril 2003
- Rolex et les prix à l’esprit d’entreprise, Le Figaro Magazine du 18 septembre 2004
- Ultima Patagonia 2010: Dix ans sur les karsts du grand sud, Spelunca no 118, 2e trimestre 2010
- Ultima Patagonia 2010: L’aventure continue, Aventure no 124, juin 2010
- La grande traversée, Arsip Infos no 82, décembre 2011
- Autre histoire de traversée, Arsip Infos no 82, décembre 2011
- Ultima Patagonia 2014: L'île Diego de Almagro, Spelunca no 138, 2e trimestre 2015